# Izaak van den Blocke
Izaak van den Blocke (ur. w 1572, zm. w 1626) – malarz gdański, reprezentant manieryzmu.
Syn Willema, brat Abrahama. Był uczniem malarza niderlandzkiego Hansa Vredemana de Vriesa, po którym przejął funkcję miejskiego malarza Gdańska działającego na rzecz Rady Miasta. Ilustrował najistotniejsze dla władz miasta treści propagandowe, tworzył głównie obrazy o tematyce alegorycznej, mitologicznej i religijnej. Najistotniejsze w jego dziełach było przekazanie ideologii.

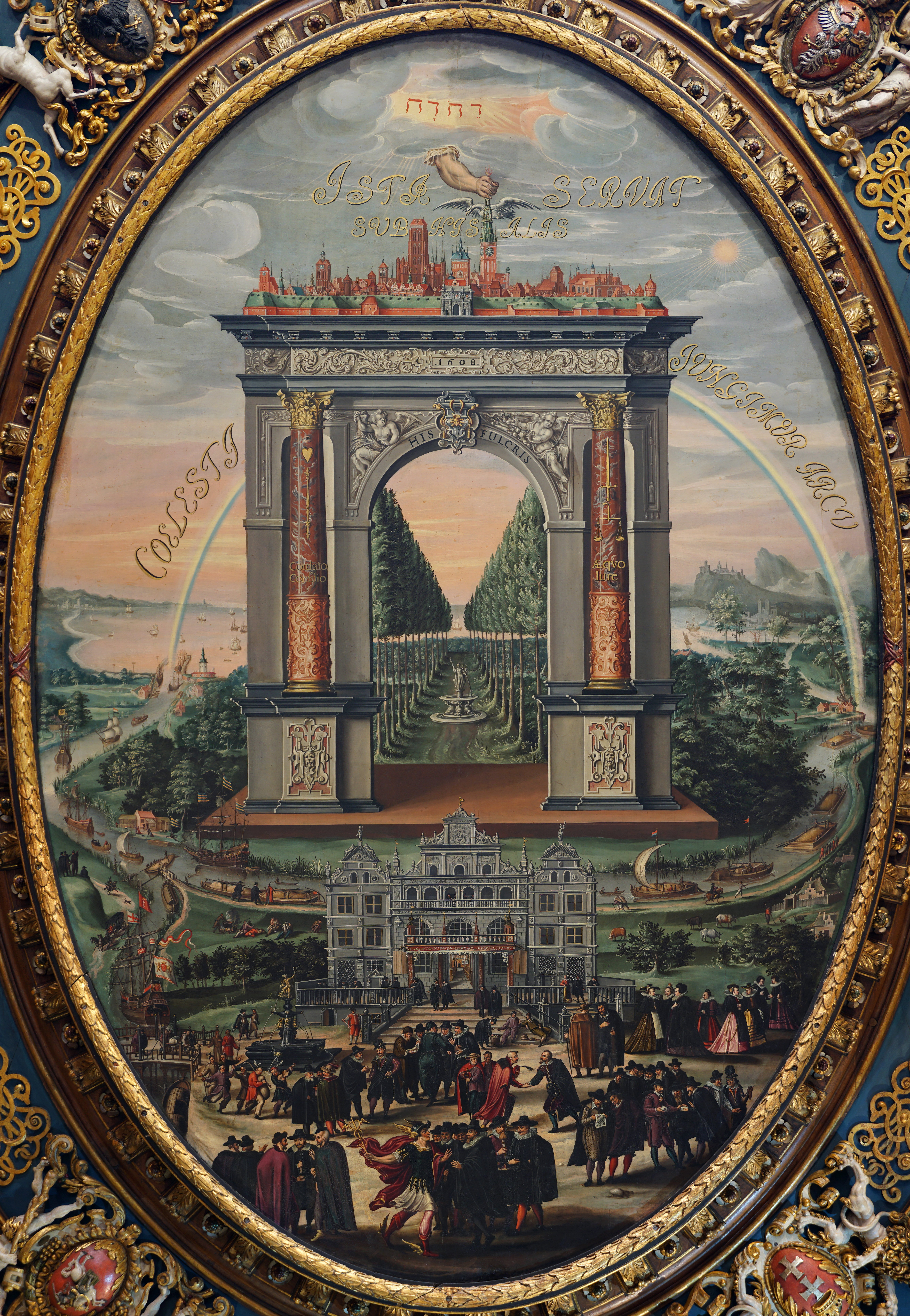
Obraz "Apoteoza Gdańska", zwany też "Alegorią handlu gdańskiego", autor Izaak van den Blocke, 1608, Wielka Sala Rady (tzw. Sala Czerwona), Ratusz Głównego Miasta w Gdańsku

Najważniejszym dziełem tego artysty jest uzupełnienie wcześniejszych malowideł Hansa Vredemana de Vriesa w Sali Czerwonej gdańskiego ratusza, cyklem 25 obrazów o tematyce historycznej i biblijnej, mającej głosić cnoty radnych. Największym dziełem jest obraz pt. "Apoteoza Gdańska" (1608), spełniające kluczową rolę w interpretacji przesłania programu dekoracji Sali Czerwonej. Gdańsk ukazany jest jako miasto idealnej wspólnoty, panorama ujęta jest w łuku triumfalnym. Wizerunki patrycjusza gdańskiego i polskiego szlachcica mają symbolizować jedność z Polską, a jednocześnie niezależność i odrębność Gdańska. Dzieło to nawiązuje do innych podobnych sobie obrazów, takich jak Apoteoza Wenecji Veronesego, oraz malowidła Stephena Harrisona.